# Golf (Meer)

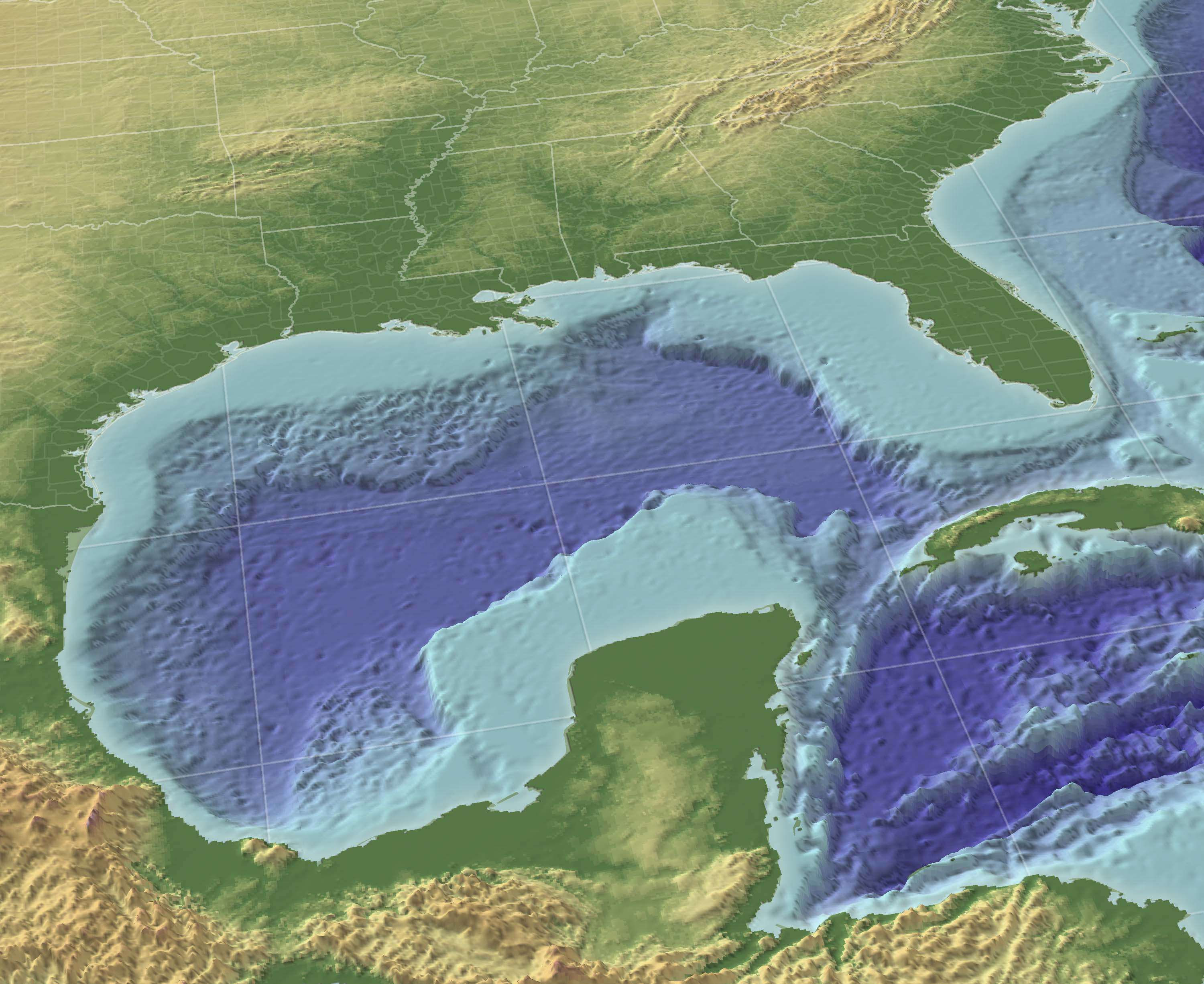
Der Golf von Mexiko

Ein Golf ist eine größere Meeresbucht. Die Bezeichnung Meerbusen oder Meeresbusen ist gleichbedeutend und wird weniger häufig verwendet.

## Etymologie
Das Wort „Golf“ wurde aus dem Italienischen (golfo) ins Deutsche entlehnt und ist hier erstmals gegen Mitte des 14. Jahrhunderts in Berichten deutscher Jerusalemfahrer belegt. Über spätlateinisch colphus bzw. colfus geht es letztlich auf das altgriechische Wort κόλπος kólpos (nachklassisch zumeist κόλφος kólphos) zurück, das im Griechischen ebenfalls im Sinne von „Meeresbucht“ gebraucht wurde und wird, ursprünglich aber so viel wie „Busen“ oder „Schoß“ bedeutete, aber bereits verallgemeinert auch „Wölbung“. Die metaphorisch entsprechende deutsche Bezeichnung „Meerbusen“ ist eine jüngere Lehnübersetzung vom lateinischen sinus maritimus; erstmals verzeichnet ist sie 1605 im Wörterbuch des Levinus Hulsius.
Ist ohne nähere Bestimmung von „dem Golf“ die Rede, so ist heute damit zumeist der Persische Golf gemeint, so auch in Wortzusammensetzungen wie „Golfregion“ oder „Golfstaaten“, in älteren Texten aus der Zeit vor dem Ersten Golfkrieg (also vor 1980) hingegen meistens der Golf von Mexiko, der Ausgangspunkt des Golfstromes ist.

## Liste von Golfen
- Ambrakischer Golf (Griechenland)
- Anadyr-Golf (Russland)
- Argolischer Golf (Griechenland)
- Bottnischer Meerbusen (Schweden/Finnland)
- Bucht von Kochylari auf der griechischen Insel Kos
- Drin-Golf (Albanien)
- Finnischer Meerbusen (Finnland/Russland/Estland)
- Golf von Aden (Somalia/Dschibuti/Jemen)
- Golf von Akaba (Ägypten/Israel/Jordanien/Saudi-Arabien)
- Golf von Alaska (USA)
- Golf von Almería (Spanien)
- Golf von Antalya (Türkei)
- Golf von Asinara (Sardinien, Italien)
- Golf von Batabanó (Kuba)
- Golf von Bengalen (Indien/Bangladesch/Myanmar)
- Golf von Biscaya (Spanien/Frankreich)
- Golf von Bohai (Volksrepublik China)
- Golf von Burgas (Bulgarien)
- Golf von Cádiz (Spanien/Portugal)
- Golf von Cagliari (Sardinien, Italien)
- Golf von Carpentaria (Australien)
- Golf von Castellammare (Sizilien, Italien)
- Golf von Darién (Kolumbien)
- Golf von Davao (Philippinen)
- Golf von Euböa (Griechenland)
- Golf von Follonica (Italien)
- Golf von Fonseca (El Salvador/Honduras/Nicaragua)
- Golf von Gabès (Tunesien)
- Golf von Gaeta (Italien)
- Golf von Genua (Italien)
- Golf von Gioia (Italien)
- Golf von Guacanayabo (Kuba)
- Golf von Guayaquil (Ecuador/Peru)
- Golf von Guinea (Ghana/Togo/Benin/Nigeria/Kamerun/Äquatorialguinea)
- Golf von Hammamet (Tunesien)
- Golf von İskenderun (Türkei)
- Golf von Kalifornien (Mexiko)
- Golf von Kefalos (Griechenland)
- Golf von Khambhat (Indien)
- Golf von Korinth (Griechenland)
- Golf von Kos (Griechenland)
- Golf von Liaodong (Volksrepublik China)
- Golf von Leyte (Philippinen)
- Golf von Maine (USA/Kanada)
- Golf von Manfredonia (Italien)
- Golf von Mannar (Indien/Sri Lanka)
- Golf von Martaban (Myanmar)
- Golf von Mexiko (USA/Mexiko/Kuba)
- Golf von Morbihan (Frankreich)
- Golf von Moro (Philippinen)
- Golf von Neapel (Italien)
- Golf von Oman (Iran/Vereinigte Arabische Emirate/Oman)
- Golf von Oristano (Sardinien, Italien)
- Golf von Orosei (Sardinien, Italien)
- Golf von Panama (Panama)
- Golf von Papua (Papua-Neuguinea)
- Golf von Patras (Griechenland)
- Golf von Piran (Slowenien/Kroatien)
- Golf von Policastro (Italien)
- Golf von Roses (Spanien)
- Golf von Saint-Malo (Frankreich)
- Golf von Saint-Tropez (Frankreich)
- Golf von Salerno (Italien)
- Golf von Sant’Eufemia (Italien)
- Golf von Squillace (Italien)
- Golf von Tarent (Italien)
- Golf von Thailand (Malaysia/Thailand/Kambodscha/Vietnam)
- Golf von Triest (Italien)
- Golf von Tunis (Tunesien)
- Golf von Tonkin (Vietnam/China)
- Golf von Urabá (Panama/Kolumbien)
- Golf von Valencia (Spanien)
- Golf von Venedig (Italien/Kroatien)
- Golf von Venezuela (Venezuela)
- Golfe du Lion (Frankreich/Spanien)
- Golfe de St. Malo (Frankreich)
- Große Syrte (Libyen)
- Jadebusen (Deutschland)
- Kiparissischer Golf (Griechenland)
- Koreagolf (Nordkorea)
- Lagune von Venedig (Italien)
- Lakonischer Golf (Griechenland)
- Malischer Golf (Griechenland)
- Messenischer Golf (Griechenland)
- Obbusen (Russland)
- Pagasitischer Golf (Griechenland)
- Persischer Golf (Vereinigte Arabische Emirate/Katar/Saudi-Arabien/Kuwait/Irak/Iran)
- Petalischer Golf (Griechenland)
- Rigaischer Meerbusen (Lettland/Estland)
- Sachalin-Golf (Russland)
- Sankt-Lorenz-Golf (Kanada)
- Saronischer Golf (Griechenland)
- Schelichow-Golf (Russland)
- Singitischer Golf (Griechenland)
- Strymonischer Golf (Griechenland)
- Taimyrgolf (Russland)
- Thermaischer Golf (Griechenland)
- Toronaischer Golf (Griechenland)
- Weißes Meer (Russland)